# Schlickerbach

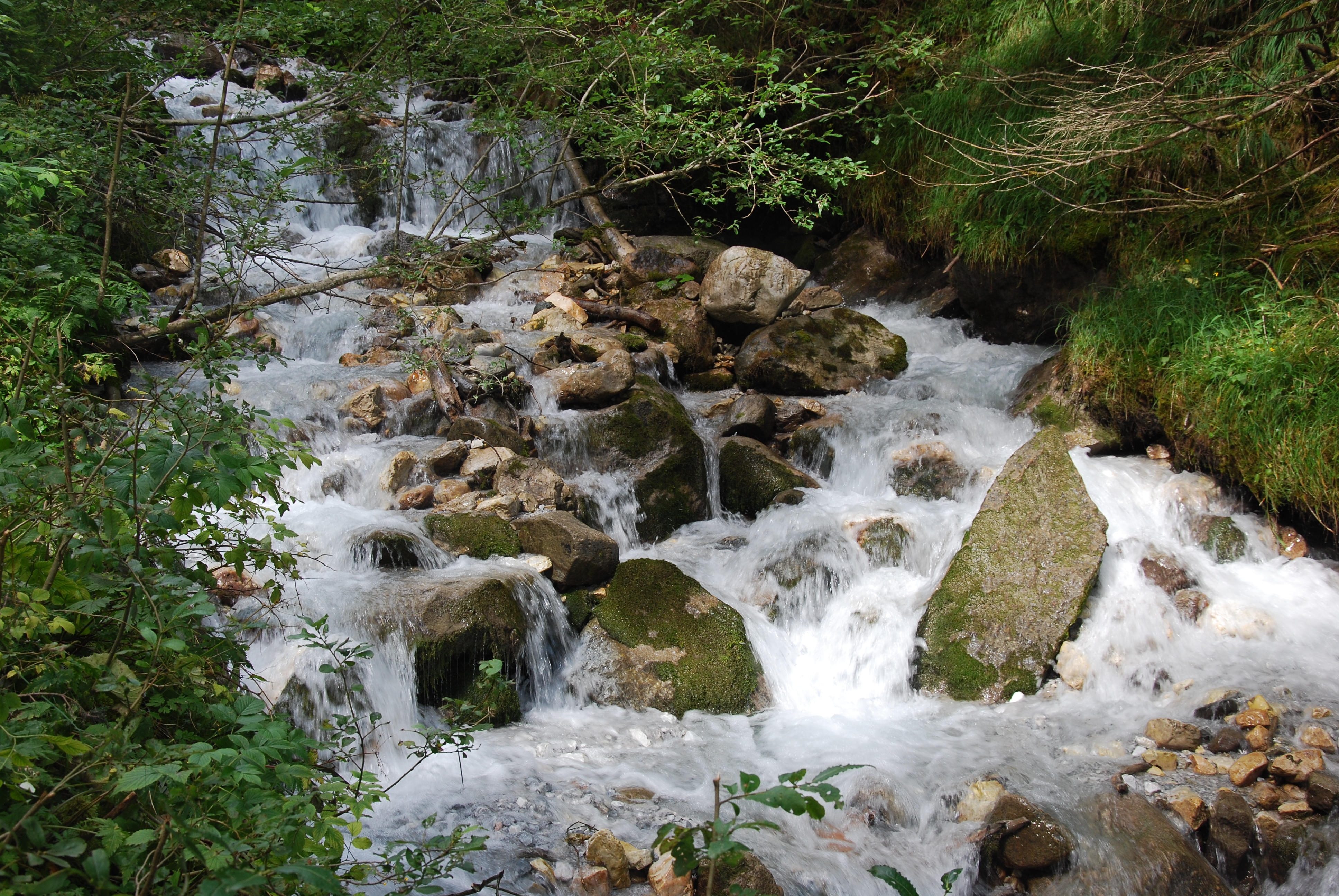
Schlickerbach

De Schlickerbach is een bergbeek in de Oostenrijkse deelstaat Tirol. De rivier ontspringt in het gemeentegebied van Telfes im Stubai om in Fulpmes in de Ruetz uit te monden. 
Gedurende vele eeuwen was de bergbeek gevreesd vanwege de schade die zij aanrichtte bij hoogwater, met name in Fulpmes. De Schlickerbach werd in Fulpmes gebruikt voor het opwekken van energie ten behoeve van de plaatselijke ijzerindustrie. Toen aan het begin van de 19e eeuw hoogwater opnieuw een groot deel van Fulpmes had verwoest, drong berichtgeving hierover door tot bij München, zodat de toenmalige Beierse koning een inzamelingsactie hield, waarmee de eerste beveilingsmaatregelen van de Schlickerbach konden worden bekostigd. Desalniettemin kon het verleggen van de bedding van de beek pas worden voltooid in de jaren negentig.